# Melodifestivalen 2011
Il Melodifestivalen 2011 è stato la 51ª edizione del Melodifestivalen, il concorso canoro svedese che decreta annualmente il rappresentante della Svezia all'Eurovision Song Contest.

## Melodifestivalen 2011
La selezione svedese per l'Eurovision come ogni anno è stato il Melodifestivalen. Vi hanno partecipato 32 canzoni con i relativi artisti divisi per 8 nelle 4 semifinali del 5, 12, 19 e 26 febbraio 2011.

### Web Wildcard
I vincitori del web wildcard contest si affrontano il giorno 8 novembre 2011. Accedono alle semifinali del Melodifestivalen 2011 i due più votati dal pubblico.
| N° | Artista       | Canzone               | Compositori                         | Risultato | Ris. al MF |
| -- | ------------- | --------------------- | ----------------------------------- | --------- | ---------- |
| 1  | Billy         | "Tusen nätter"        | Daniel Wollbratt                    | Out       |            |
| 2  | Julia Alvgard | "Better or Worse"     | Manne Hjelm, Ola Holstad, Joar Lenz | Qualifier | 6 (Out)    |
| 3  | Anton & Dejo  | "I Wanna Be With You" | Dennis Andersson, Anton Dahlrot     | Out       |            |
| 4  | Engla         | "Don't Stop"          | Sargon Jakob                        | Out       |            |
| 5  | Jonas Matsson | "On My Own"           | Peter Autio, Sari Autio Olsson      | Qualifier | 7 (Out)    |

### Prima semifinale
La prima semifinale si è tenuta a Luleå alla Coop Arena il 5 febbraio 2011.
| # | Artista            | Canzone                  | Compositori                                                    | Voti    | Voti    | Posizione | Risultati        |
| # | Artista            | Canzone                  | Compositori                                                    | Round 1 | Round 2 | Posizione | Risultati        |
| - | ------------------ | ------------------------ | -------------------------------------------------------------- | ------- | ------- | --------- | ---------------- |
| 1 | Dilba              | "Try Again"              | Niklas Pettersson, Linda Sonnvik                               | 9 256   | —       | 8         | Out              |
| 2 | Swingfly           | "Me and My Drum"         | Teron Beal, Patrik Magnusson, Johan Ramström, Swingfly         | 25 634  | 42 104  | 2         | Final            |
| 3 | Jenny Silver       | "Something in Your Eyes" | Erik Bernholm, Thomas G:son, Henrik Sethsson                   | 27 017  | 37 262  | 3         | Second Chance    |
| 4 | Jonas Matsson      | "On My Own"              | Peter Autio, Sari Autio Olsson                                 | 10 860  | —       | 7         | Web Wildcard Out |
| 5 | Le Kid             | "Oh My God"              | Märta Grauers, Anton Malmborg Hård af Segerstad, Felix Persson | 16 512  | 16 459  | 5         | Out              |
| 6 | Rasmus Viberg      | "Social Butterfly"       | Amir Aly, Henrik Wikström                                      | 15 151  | —       | 6         | Out              |
| 7 | Pernilla Andersson | "Desperados"             | Pernilla Andersson (m & l)                                     | 27 840  | 30 724  | 4         | Second Chance    |
| 8 | Danny              | "In the Club"            | Figge Boström, Peter Boström, Danny Saucedo                    | 60 872  | —       | 1         | Final            |

### Seconda semifinale
La seconda semifinale si è tenuta il 12 febbraio 2011 allo Scandinavium di Göteborg
| # | Artista              | Canzone                   | Compositori                                                 | Voti    | Voti    | Posizione | Risultato     |
| # | Artista              | Canzone                   | Compositori                                                 | Round 1 | Round 2 | Posizione | Risultato     |
| - | -------------------- | ------------------------- | ----------------------------------------------------------- | ------- | ------- | --------- | ------------- |
| 1 | Brolle               | "7 Days and 7 Nights"     | Brolle (m & l)                                              | 39 319  | 72 737  | 2         | Final         |
| 2 | Loreen               | "My Heart Is Refusing Me" | Moh Denebi, Björn Djupström, Lorén Talhaoui                 | 19 749  | 31 034  | 4         | Second Chance |
| 3 | Babsan               | "Ge mig en spanjor"       | Larry Forsberg, Sven-Inge Sjöberg, Lennart Wastesson        | 14 642  | —       | 7         | Out           |
| 4 | Elisabeth Andreassen | "Vaken i en dröm"         | Lars "Dille" Diedricson, Calle Kindbom, Kristian Wejshag    | 13 010  | —       | 8         | Out           |
| 5 | Sanna Nielsen        | "I'm in Love"             | Bobby Ljunggren, Thomas G:son, Irini Michas, Peter Boström  | 43 524  | —       | 1         | Final         |
| 6 | The Moniker          | "Oh My God!"              | Daniel Karlsson (m & l)                                     | 28 624  | 37 631  | 3         | Second Chance |
| 7 | Anniela              | "Elektrisk"               | Johan Alkenäs, Tim Larsson, Tobias Lundgren, Johan Fransson | 15 948  | —       | 6         | Out           |
| 8 | Christian Walz       | "Like Suicide"            | Fernando Fuentes, Henrik Janson, Tony Nilsson               | 26 951  | 28 242  | 5         | Out           |

### Terza Semifinale
La terza semifinale si è tenuta al Cloetta Center di Linköping il 19 febbraio 2011.
| # | Artista          | Canzone                    | Compositori                                                             | Voti    | Voti    | Posizione | Risultato     |
| # | Artista          | Canzone                    | Compositori                                                             | Round 1 | Round 2 | Posizione | Risultato     |
| - | ---------------- | -------------------------- | ----------------------------------------------------------------------- | ------- | ------- | --------- | ------------- |
| 1 | Linda Sundblad   | "Lucky You"                | Linda Sundblad, Johan Bobäck, Fredrik Thomander, Anders "Gary" Wikström | 10 701  | —       | 6         | Out           |
| 2 | Simon Forsberg   | "Tid att andas"            | Fredrik Kempe (m & l)                                                   | 8 339   | —       | 8         | Out           |
| 3 | Sara Lumholdt    | "Enemy"                    | Niclas Lundin, Anton Malmberg Hård af Segerstad                         | 8 689   | —       | 7         | Out           |
| 4 | The Playtones    | "The King"                 | Fredrik Kempe, Peter Kvint                                              | 48 861  | 50 090  | 2         | Final         |
| 5 | Shirley's Angels | "I Thought It Was Forever" | Robin Abrahamsson, Alexander Bard, Bobby Ljunggren, Henrik Wikström     | 20 573  | 26 933  | 4         | Second Chance |
| 6 | Sebastian        | "No One Else Could"        | Andreas Alfredsson Grube, Sebastian Karlsson                            | 15 406  | 25 423  | 5         | Out           |
| 7 | Sara Varga       | "Spring för livet"         | Sara Varga, Figge Boström                                               | 23 594  | 37 278  | 3         | Second Chance |
| 8 | Eric Saade       | "Popular"                  | Fredrik Kempe (m & l)                                                   | 89 175  | —       | 1         | Final         |

### Quarta Semifinale
La quarta semifinale si è tenuta il 26 febbraio alla Malmö Arena di Malmö
| N° | Artista         | Canzone                       | Compositori                                                              | Voti    | Voti    | Posizione | Risultato        |
| N° | Artista         | Canzone                       | Compositori                                                              | Round 1 | Round 2 | Posizione | Risultato        |
| -- | --------------- | ----------------------------- | ------------------------------------------------------------------------ | ------- | ------- | --------- | ---------------- |
| 1  | Melody Club     | "The Hunter"                  | Kristofer Östergren, Erik Stenemo, Jon Axelsson, Niklas Stenemo          | 14 954  | —       | 7         | Out              |
| 2  | Julia Alvgard   | "Better or Worse"             | Julia Alvgard, Manne Hjelm, Ola Holstad, Joar Lenz                       | 18 867  | —       | 6         | Web Wildcard Out |
| 3  | Lasse Stefanz   | "En blick och nånting händer" | Alexander Bard, Ola Håkansson, Tim Norell                                | 32 686  | 26 355  | 5         | Out              |
| 4  | Linda Pritchard | "Alive"                       | Oscar Görres, Fredrik Kempe                                              | 24 849  | 39 092  | 4         | Second Chance    |
| 5  | Anders Fernette | "Run"                         | Desmond Child, Negin Djafari, Hugo Lira, Ian-Paolo Lira, Thomas G:son    | 11 979  | —       | 8         | Out              |
| 6  | Linda Bengtzing | "E det fel på mej"            | Pontus Assarsson, Thomas G:son, Jörgen Ringqvist, Daniel Barkman         | 38 875  | —       | 1         | Final            |
| 7  | Nicke Borg      | "Leaving Home"                | Jojo Borg Larsson, Nicke Borg, Fredrik Thomander, Anders "Gary" Wikström | 34 091  | 48 966  | 2         | Final            |
| 8  | Love Generation | "Dance Alone"                 | RedOne, Bilal "The Chief", Teddy Sky, AJ Junior, Jimmy Joker, BeatGeek   | 38 122  | 43 508  | 3         | Second Chance    |

In Aggiornamento

### Serata del ripescaggio
La serata del ripescaggio si è tenuta il 5 marzo a Sundsvall.
|  | Round 1                                       | Round 1                           |                                 |        | Round 2 | Round 2 |  |  | Qualifers |  |
|  |                                               |                                   |                                 |        |         |         |  |  |           |  |
|  |                                               |                                   |                                 |        |         |         |  |  |           |  |
|  |                                               |                                   |                                 |        |         |         |  |  |           |  |
|  | Jenny Silver - "Something in Your Eyes"       | 32 942                            |                                 |        |         |         |  |  |           |  |
|  | Jenny Silver - "Something in Your Eyes"       | 32 942                            |                                 |        |         |         |  |  |           |  |
|  | Love Generation - "Dance Alone"               | 34 212                            |                                 |        |         |         |  |  |           |  |
|  | Love Generation - "Dance Alone"               | 34 212                            | Love Generation - "Dance Alone" | 46 639 |         |         |  |  |           |  |
|  |                                               |                                   | Love Generation - "Dance Alone" | 46 639 |         |         |  |  |           |  |
|  |                                               | Sara Varga - "Spring för livet"   | 65 713                          |        |         |         |  |  |           |  |
|  | Loreen - "My Heart is Refusing Me"            | Sara Varga - "Spring för livet"   | 65 713                          | 42 892 |         |         |  |  |           |  |
|  | Loreen - "My Heart is Refusing Me"            |                                   |                                 | 42 892 |         |         |  |  |           |  |
|  | Sara Varga - "Spring för livet"               | 54 807                            |                                 |        |         |         |  |  |           |  |
|  | Sara Varga - "Spring för livet"               | 54 807                            | Sara Varga - "Spring för livet" |        |         |         |  |  |           |  |
|  |                                               |                                   |                                 |        |         |         |  |  |           |  |
|  |                                               | The Moniker - "Oh my God!"        |                                 |        |         |         |  |  |           |  |
|  | The Moniker - "Oh my God!"                    | 63 963                            |                                 |        |         |         |  |  |           |  |
|  | The Moniker - "Oh my God!"                    | 63 963                            |                                 |        |         |         |  |  |           |  |
|  | Linda Pritchard - "Alive"                     | 40 689                            |                                 |        |         |         |  |  |           |  |
|  | Linda Pritchard - "Alive"                     | 40 689                            | The Moniker - "Oh my God!"      | 68 478 |         |         |  |  |           |  |
|  |                                               |                                   | The Moniker - "Oh my God!"      | 68 478 |         |         |  |  |           |  |
|  |                                               | Pernilla Andersson - "Desperados" | 49 559                          |        |         |         |  |  |           |  |
|  | Shirley's Angels - "I Thought It Was Forever" | Pernilla Andersson - "Desperados" | 49 559                          | 30 042 |         |         |  |  |           |  |
|  | Shirley's Angels - "I Thought It Was Forever" |                                   |                                 | 30 042 |         |         |  |  |           |  |
|  | Pernilla Andersson - "Desperados"             | 54 235                            |                                 |        |         |         |  |  |           |  |
|  | Pernilla Andersson - "Desperados"             | 54 235                            |                                 |        |         |         |  |  |           |  |

In Aggiornamento

### Finale
La serata finale si è tenuta il 12 marzo 2011 al Globen di Stoccolma ed ha visto trionfare il giovane Eric Saade
| N° | Artista         | Canzone               | Compositori                                                              | Voti   | Voti       | Voti   | Posizione |
| N° | Artista         | Canzone               | Compositori                                                              | Giuria | Spettatori | Totale | Posizione |
| -- | --------------- | --------------------- | ------------------------------------------------------------------------ | ------ | ---------- | ------ | --------- |
| 1  | Danny Saucedo   | "In the Club"         | Figge Boström, Peter Boström, Danny Saucedo                              | 79     | 70         | 149    | 2         |
| 2  | Sara Varga      | "Spring för livet"    | Sara Varga, Figge Boström                                                | 23     | 27         | 50     | 9         |
| 3  | The Moniker     | "Oh My God!"          | Daniel Karlsson                                                          | 55     | 69         | 124    | 3         |
| 4  | Brolle          | "7 Days and 7 Nights" | Brolle (m & l)                                                           | 8      | 21         | 29     | 10        |
| 5  | Linda Bengtzing | "E det fel på mej"    | Pontus Assarsson, Thomas G:son, Jörgen Ringqvist, Daniel Barkman         | 42     | 16         | 58     | 7         |
| 6  | Nicke Borg      | "Leaving Home"        | Jojo Borg Larsson, Nicke Borg, Fredrik Thomander, Anders "Gary" Wikström | 20     | 37         | 57     | 8         |
| 7  | Swingfly        | "Me and My Drum"      | Teron Beal, Patrik Magnusson, Johan Ramström, Swingfly                   | 44     | 49         | 93     | 5         |
| 8  | Sanna Nielsen   | "I'm in Love"         | Bobby Ljunggren, Thomas G:son, Irini Michas, Peter Boström               | 75     | 39         | 114    | 4         |
| 9  | The Playtones   | "The King"            | Fredrik Kempe, Peter Kvint (m & l)                                       | 46     | 33         | 79     | 6         |
| 10 | Eric Saade      | "Popular"             | Fredrik Kempe (m & l)                                                    | 81     | 112        | 193    | 1         |

I Voti

#### Giurie
| Song                  | Russia (bandiera) | Ucraina (bandiera) | Francia (bandiera) | Grecia (bandiera) | Malta (bandiera) | Croazia (bandiera) | San Marino (bandiera) | Germania (bandiera) | Regno Unito (bandiera) | Irlanda (bandiera) | Norvegia (bandiera) | Total |
| --------------------- | ----------------- | ------------------ | ------------------ | ----------------- | ---------------- | ------------------ | --------------------- | ------------------- | ---------------------- | ------------------ | ------------------- | ----- |
| "In the Club"         | 10                | 4                  | 10                 | 10                | 10               | 4                  | 6                     | 12                  | 1                      | 6                  | 6                   | 79    |
| "Spring för livet"    | 2                 | —                  | —                  | 4                 | —                | 6                  | 8                     | 1                   | 2                      | —                  | —                   | 23    |
| "Oh My God!"          | 12                | 8                  | 8                  | 1                 | —                | —                  | —                     | 4                   | 6                      | 8                  | 8                   | 55    |
| "7 Days and 7 Nights" | —                 | 1                  | —                  | —                 | 2                | 1                  | —                     | —                   | —                      | —                  | 4                   | 8     |
| "E det fel på mej"    | 8                 | 2                  | 2                  | 6                 | 6                | 12                 | 4                     | —                   | —                      | 2                  | —                   | 42    |
| "Leaving Home"        | —                 | —                  | —                  | —                 | 1                | —                  | 10                    | 8                   | —                      | —                  | 1                   | 20    |
| "Me and My Drum"      | —                 | —                  | 1                  | —                 | —                | —                  | 12                    | 10                  | 8                      | 1                  | 12                  | 44    |
| "I'm in Love"         | 1                 | 12                 | 6                  | 12                | 8                | 10                 | —                     | —                   | 4                      | 12                 | 10                  | 75    |
| "The King"            | 6                 | 6                  | 4                  | 2                 | 4                | 2                  | 2                     | 6                   | 10                     | 4                  | —                   | 46    |
| "Popular"             | 4                 | 10                 | 12                 | 8                 | 12               | 8                  | 1                     | 2                   | 12                     | 10                 | 2                   | 81    |

#### Televoto
| Canzone               | Giuria | Percentuale televoto | Punti | Totale |
| --------------------- | ------ | -------------------- | ----- | ------ |
| "In the Club"         | 79     | (14.9%)              | 70    | 149    |
| "Spring för livet"    | 23     | (5.8%)               | 27    | 50     |
| "Oh My God!"          | 55     | (14.7%)              | 69    | 124    |
| "7 Days and 7 Nights" | 8      | (4.3%)               | 21    | 29     |
| "E det fel på mej"    | 42     | (3.2%)               | 16    | 58     |
| "Leaving Home"        | 20     | (7.8%)               | 37    | 57     |
| "Me and My Drum"      | 44     | (10.4%)              | 49    | 93     |
| "I'm in Love"         | 75     | (8.2%)               | 39    | 114    |
| "The King"            | 46     | (7.0%)               | 33    | 79     |
| "Popular"             | 81     | (23.7%)              | 112   | 193    |

## Eurovision Song Contest 2011
Eric Saade, con Popular, si è esibito nella seconda semifinale del 12 maggio 2011, ed è arrivato terzo nella finale del 14 maggio 2011.